# Fnord
Fnord è una parola senza un vero e proprio significato letterale. Viene utilizzata in modo ironico e surreale su internet, per affermare qualcosa di assurdo e senza senso, o per rivendicare l'appartenenza alla corrente di pensiero discordiana.

## La parola
Il termine è stato coniato come nonsense nel Principia Discordia di Greg Hill e Kerry Thornley, ma è stata resa popolare dai romanzi della trilogia degli Illuminati di Robert Shea e Robert Anton Wilson. In queste storie si afferma che l'interiezione "fnord" abbia poteri ipnotici sul lettore. Una cospirazione dei potenti che controllano il mondo condiziona chiunque fin da tenera età ad essere incapaci di vedere la parola "fnord"; invece, l'apparizione della parola genera un inconscio senso di ansia generalizzata e disorientamento.
Nell'idea di Shea e Wilson gli fnord sono sparsi nel testo di giornali e riviste, causando paura e ansietà in chi segue gli ultimi eventi. Non sono invece presenti nelle pubblicità, in modo da incoraggiare una società consumistica. È sottinteso nei libri che fnord non è la vera parola utilizzata per questo obiettivo, ma piuttosto un sostituto, dato che la maggior parte dei lettori non potrebbe altrimenti vederla. Nel film Essi vivono di John Carpenter il personaggio principale scopre una cospirazione simile, quando trova nelle pubblicità dei messaggi visibili solo tramite occhiali speciali.
"Vedere gli fnord" significa essere immuni all'effetto ipnotico della parola o, in senso generale, di parole simili. La frase "I have seen the fnords" ("io ho visto gli fnord") era graffitata sul ponte ferroviario (conosciuto localmente come "Ponte Anarchico") tra Earlsdon e il centro di Coventry (Inghilterra) negli anni ottanta e novanta, fino a quando il ponte è stato ammodernato. Il ponte e la frase sono stati menzionati dal romanzo L'amore non guasta di Jonathan Coe (ISBN 8807701251).
Il termine "Fnord" oltre che dai discordiani è anche comunemente usato dagli hackers e dai programmatori come variabile metasintattica. Appare nel film di reclutamento di SubGenius (religione parodistica) Arise! ed è stata usata nel newsgroup di SubGenius alt.slack.